# Comitatul Mayo
Mayo (în irlandeză Contae Mhaigh Eo) este un comitat din Irlanda.